# Sandy Silver

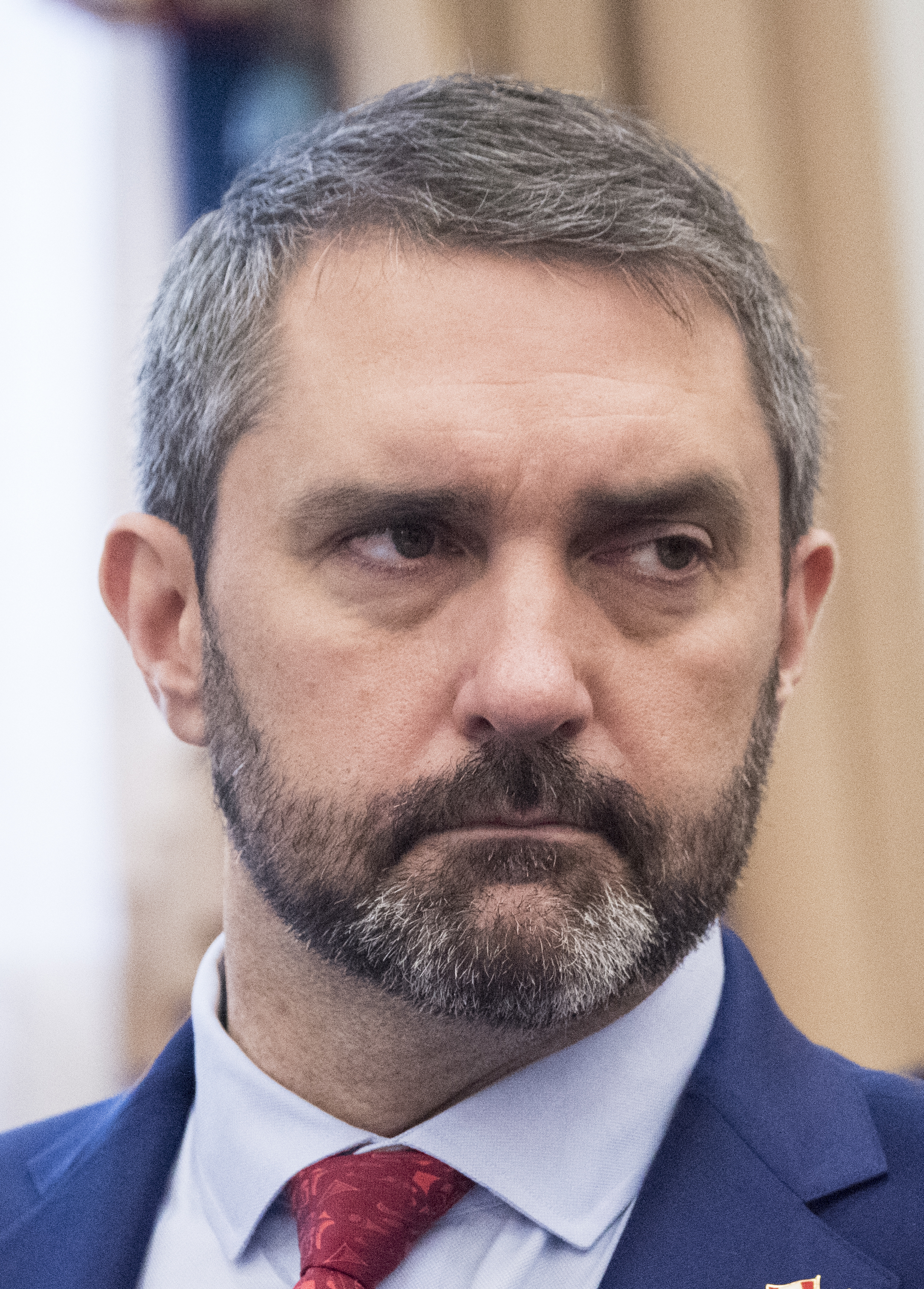
Sandy Silver (2017)

Sidney Alexander „Sandy“ Silver (* 15. Oktober 1969 in Antigonish, Nova Scotia) ist ein kanadischer Politiker. Vom 3. Dezember 2016 bis zum 14. Januar 2023 war er Premierminister des Territoriums Yukon. Außerdem bekleidete er von 2012 bis 2023 zudem das Amt des Parteivorsitzenden der Yukon Liberal Party.

## Politischer Werdegang
Am 11. Oktober 2011 wurde Silver in die 33. Legislativversammlung von Yukon gewählt. Er setzte sich gegen Steve Nordick mit 48,8 % der Stimmen durch, der bislang den Sitz im Wahlbezirk Klondike, im ländlichen Yukon, innehatte. Silver war in der Legislativversammlung Mitglied in mehreren Ständigen Ausschüssen, darunter im Wahl- und im Ausführungsverordnungs-Ausschuss.
Nachdem der bisherige Parteivorsitzende der Yukon Liberal Party, Darius Elias, zurücktrat, übernahm Silver ab 17. August 2017 übergangsweise das Amt. Da Elias als parteiloser Abgeordneter in der Legislativversammlung verblieb, war Silver in der Folge der einzige Abgeordnete der Yukon Liberal Party. 2014 wurde Silver dann offiziell neuer Vorsitzender der Yukon Liberal Party.
Am 7. November 2016 wurde Silver erneut in die Legislativversammlung von Yukon gewählt, diesmal mit 59,1 % der Stimmen. Nachdem die Partei seit der letzten Wahl mit nur noch einem einzigen Sitz im Parlament vertreten war, gewann sie bei dieser 11 der insgesamt 19 Sitze. Schwerpunkte der Partei im Wahlkampf waren die wirtschaftliche Diversifikation, Umweltschutz und das verbessern der Beziehungen zu den First Nations. Am 3. Dezember 2016 wurden er und sein Kabinett vereidigt. Er tritt als insgesamt neunte Person im Amt des Premierministers von Yukon die Nachfolge von Darrell Pasloski, der Silver und dessen Partei bei der Wahl unterlag, an. Neben seiner Tätigkeit als Premierminister von Yukon, bekleidet er zugleich die Ämter des Finanzministers und des Ministers für Angelegenheiten den Exekutivrat betreffend. Wie auch der kanadische Premierminister Justin Trudeau, besetzte er sein Kabinett paritätisch mit Männern und Frauen.

## Persönliches
Sandy Silver wurde in Antigonish geboren, wo seine Eltern über 40 Jahre eine Wäscherei betrieben. Seine drei Geschwister ergriffen allesamt medizinische Berufe. Silver selbst besuchte die St. Francis Xavier University in seiner Geburtsstadt, die er mit Abschlüssen in Mathematik und Psychologie abschloss. Später studierte er Bildungswissenschaften an der University of Maine, die er 1996 abschloss und arbeitete anschließend als Mathelehrer an der Robert Service School in Dawson City, wo er seit 1998 lebt. In seiner Jugend betrieb er Sportarten wie Basketball und ist zudem leidenschaftlicher Musiker. Im elterlichen Keller lernte er Gitarre- und Schlagzeugspielen.